# Erik Spinoy
Erik Louis Marie Hendrik Spinoy (Aalst, 22 mei 1960) is een Vlaams dichter, essayist en hoogleraar.

## Biografie
Erik Spinoy volgde lager en middelbaar onderwijs in Sint-Niklaas. Op het Sint-Jozef-Klein-Seminarie kreeg hij onder meer les van de dichter Anton van Wilderode. Daarna studeerde hij Germaanse taal- en letterkunde aan de Katholieke Universiteit Leuven en zette hij zijn opleiding voort aan de Universiteit van Wenen.
Hij promoveerde in 1994 op een proefschrift over de dichter Paul van Ostaijen en het sublieme. Sinds oktober 1996 doceert Spinoy moderne Nederlandse letterkunde en literatuurwetenschap aan de Universiteit van Luik.
Erik Spinoy was medeoprichter en redacteur van het tijdschrift Freespace Nieuwzuid. Hij was ook kort redacteur van de ter ziele gegane De Vlaamse Gids.

## Werk
Het werk van Spinoy vertoont een zekere verwantschap met dat van zijn generatiegenoten Dirk van Bastelaere en Peter Verhelst. Met zijn licht ironiserende blik, de filosofisch onderbouwde bespiegelingen en intertekstuele verwijzingen wordt zijn dichterlijke oeuvre gezien als een typische exponent van het postmodernisme. In het latere werk (vanaf Boze wolven) staat vooral de verhouding tussen individu en maatschappij centraal.
- Golden Boys (1985, met Dirk van Bastelaere)
- De jagers in de sneeuw (1986)
- Twist met ons (1987, met Dirk van Bastelaere, Charles Ducal en Bernard Dewulf)
- Susette (1990)
- Fratsen (1993)
- De smaak ervan (1995)
- Boze wolven (2002)
- L (2004)
- Ik (Gent : Druksel, 2006, bibliofiele uitgave)
- Ik, en andere gedichten (2007, Meulenhoff/Manteau)
- Dode kamer (2011, De Bezige Bij Antwerpen)
- As/zteken (2012, Poëziecentrum en De Bezige Bij Antwerpen): Gedichtendagessay 2012
- Nu is al te laat (2015, De Bezige Bij Amsterdam)

Gedichten uit deze bundels verschenen in voorpublicatie in allerlei Vlaamse en Nederlandse tijdschriften, waaronder  R.I.P., Yang, Het liegend konijn, Dietsche Warande en Belfort en De Brakke Hond.
Als literatuurwetenschapper is Spinoy voornamelijk werkzaam op het gebied van de discourstheorie. Enkele wetenschappelijke publicaties:
- De stem der Loreley: Over Paul van Ostaijen (1996, red. met Geert Buelens).
- Mythe en geschiedenis: De wereld van Paul De Wispelaere (2003, red.)

## Bekroningen
Voor het manuscript van de bundel De jagers in de sneeuw ontving Spinoy de Prijs van de Vlaamse Poëziedagen. Voor de gedrukte versie kreeg hij de Vlaamse Prijs voor het Beste Literaire Debuut. Dit werd gevolgd door de Hugues C. Pernathprijs voor Susette. L werd bekroond met de Prijs voor Letterkunde van de Provincie West-Vlaanderen 2007.
Op 6 november 2006 nam Spinoy op het stadhuis van Kortrijk de Prijs voor Letterkunde van de Vlaamse Provincies 2005 in ontvangst voor Boze wolven.
In 2011 mocht Spinoy de Jan Campert-prijs in ontvangst nemen.